# Johnny Cash at Madison Square Garden
Johnny Cash at Madison Square Garden è un album dal vivo del cantante statunitense Johnny Cash, pubblicato nel 2002 ma registrato nel 1969.

## Tracce
1. Big River – 2:21
2. I Still Miss Someone – 1:37
3. Five Feet High and Rising – 2:52
4. Pickin' Time – 2:36
5. Remember the Alamo – 2:48
6. Last Night I Had the Strangest Dream – 3:04
7. Wreck of the Old 97 – 2:14
8. The Long Black Veil – 3:01
9. The Wall – 1:09
10. Send a Picture of Mother – 2:36
11. Folsom Prison Blues – 3:35
12. Blue Suede Shoes – 3:13
13. Flowers on the Wall – 2:32
14. Wildwood Flower – 3:45
15. Worried Man Blues – 1:40
16. A Boy Named Sue – 4:25
17. Cocaine Blues – 1:57
18. Jesus was a Carpenter – 3:40
19. The Ballad of Ira Hayes – 3:11
20. As Long as the Grass Shall Grow – 3:50
21. Sing a Traveling Song – 3:30
22. He Turned the Water into Wine – 3:16
23. Were You There (When They Crucifed My Lord) – 4:16
24. Daddy Sang Bass – 2:15
25. Finale Medley – 4:45:
  1. Do What You Do, Do Well
  2. I Walk the Line
  3. Ring of Fire
  4. Folsom Prison Blues
  5. The Rebel - Johnny Yuma
  6. Folsom Prison Blues
26. Suppertime – 2:55

## Formazione
- Johnny Cash — voce, chitarra

The Carter Family
- Maybelle Carter — voce, chitarra
- Robbie Harden — voce, chitarra
- Anita Carter — voce, chitarra
- Helen Carter — voce, chitarra

The Statler Brothers
- Phil Balsley — voce
- Lew DeWitt — voce
- Don Reid — voce
- Harold Reid — voce

Altri musicisti
- Carl Perkins — chitarra elettrica
- Marshall Grant — basso
- W.S. Holland — batteria
- Bob Wootton — chitarra elettrica
- Tommy Cash — chitarra acustica, voce